# A Sagrada Família com São João Batista, Santa Isabel e Anjos
A Sagrada Família com São João Batista, Santa Isabel e Anjos é um óleo sobre cobre, da autoria de pintora Josefa de Óbidos. Pintado em 1678 e mede 32,2 cm de altura e 43,1 cm de largura.
A pintura foi adquirida em 28 de janeiro de 2016 pelo Museu da Misericórdia do Porto num leilão da Sotheby`s, em Nova Iorque, por 250 mil dólares (228 mil euros).